# Juan Cosío
Juan Cosío (segle XVII) o, de nom religiós, fra Juan del Sacramento, fou un religiós de l'orde dels agustins, conegut per ser fill natural i il·legítim del rei Felip IV de Castella.
El seu naixement és fruit d'una relació extramatrimonial del rei Felip IV de Castella amb Tomasa Aldana, dama de la reina. A banda de germanastre dels fills del rei, fou també germà d'un altre fill il·legítim del monarca amb Aldana, Alonso de San Martín, que arribà a ser bisbe d'Oviedo. Sempre va mantenir la informació sobre el seu naixement oculta i la seva filiació mai es va fer pública, tot i que a l'època era ben conegut que era fill del monarca. Fou criat a la localitat de Liébana (Cantàbria) pel cavaller Francisco Cosío, de qui va adoptar el cognom. Es dedicà la seva vida a l'àmbit eclesiàstic entrant a l'Orde de Sant Agustí, on prengué el seu nom religiós de Fra Juan del Sacramento, sent destacada la seva oratòria i la seva activitat com a predicador. Passà en un moment donat de la seva vida al regne de Nàpols, on escrigué una Vida de Sant Vicenç de Paül.